# فیلیس کان
فیلیس کان (متولد ۲۳ مارس ۱۹۳۷) یک سیاستمدار متولد مینه سوتا و عضو سابق مجلس ایالتی مینه سوتا است. وی برای ۴۴ سال، به عنوان عضوی از حزب دموکرات-کشاورز-کارگر (DFL) منطقهٔ «۶۰ ب» که شامل بخش‌هایی از شهر مینیا پلیس در شهرستان هنه پین در حومهٔ منطقهٔ شهری شهرهای دوقلو است را نمایندگی می‌کرد. وی در روز نهم ماه اوت سال ۲۰۱۶ از ایلهان اومار در مرحلهٔ مقدماتی انتخابات حزب DFL شکست خورد.